# Sauvo
Sauvo (Zweeds: Sagu) is een gemeente in de Finse provincie West-Finland en in de Finse regio Varsinais-Suomi. De gemeente heeft een landoppervlakte van 252,74 km² en telt 2.917 inwoners (2022).